# Mirador del Mediterráneo
Mirador del Mediterráneo és un gratacel situat al Racó de l'Oix a Benidorm (Marina Baixa), País Valencià. És el seté edifici més alt de Benidorm.
Està format per 42 plantes, sis de les quals són usades com a garatge i tres com a plantes tècniques, de manera que n'hi ha 35 sobre el terra. La seua construcció es va iniciar al desembre del 2003 i va finalitzar al setembre de 2006. Gaudeix d'una de les millors vistes de la ciutat de Benidorm.
L'edifici està format en realitat per 2 torres bessones que estan unides en un nucli comú des dels fonaments fins a la planta setena, tram en què s'allotgen els garatges. Des d'ací fins a la planta 42 naixen les dues torres que estan unides cada certes plantes per passarel·les metàl·liques, les quals disposen d'un sistema de corrons que permeten l'oscil·lació de les torres per separat a causa del vent. Les passarel·les permeten l'evacuació en cas d'incendi en una de les torres passant a l'altra.